# 明日に向かって撃て! (アルバム)
明日に向かって撃て!(あすにむかってうて!)は、キエるマキュウの1枚目のベスト・アルバムである（全体のアルバムとしては6枚目）。

## 概要
- 今作はキエるマキュウのキャリア初となるベストアルバムである。作品としては前作「HAKONIWA」以来約2年振りに発売されたアルバムとなった。
- CDのジャケットは1969年にアメリカで公開された映画「明日に向って撃て!」をオマージュしたものとなっている。
- 今作の発売前、キエるマキュウのHP上にて、ベスト盤を制作するにあたってどの楽曲を入れるのがふさわしいか、リスナーへの意識調査が行われていた。その内容は参考までに各アルバムからのベスト3曲をマキュウのメンバーに教えるというものであった[1]。
- 今作に収録されている楽曲は全て、ILLICIT TSUBOIによって完全リエディット・リトラックダウンされているほか、今までマキュウの全ての作品を担当してきたリック・エシッグによってニューヨーク・ リマスターも施されている。
- 初回特典には「キエるマキュウ」に深く携わってきた人物達やCQ,ILLICIT TSUBOIへのインタビュー、更に残された貴重なストック・フッテージを繋ぎ合わせ制作されたHAKONIWAとMETEORのミュージックビデオ風ライブ映像などが収録されたDVDが付属されている。
- 発売の際、初回限定盤を購入するとアルバム・ジャケットをモチーフにしたTshirtが貰えた。尚、disk union限定カラーはブラック、WENOD限定カラーはホワイトと購入する店舗によって色分けがなされていた。
- 2014年7月15日の早朝、ベスト盤の発売に併せて、ILLICIT TSUBOIが「今後も新たに収録されることはないであろう曲のNEW VERを1週間限定で公開します。」と自身の公式Twitter上にて突然発表し、文字通り1週間限定で「Fight Back Again (another Theme From SxWxAxT) Ft. Gore - Tex」がSoundCloud上にて公開された[2]。期間内であればダウンロードも可能であった。
- 2014年10月31日、一部楽曲を差し替えた3枚組アナログLPが350枚限定で発売された。

## 収録曲
1. イントロ
2. アクマのフォーク
1stアルバム「TRICK ART」収録。
3. 鉄の爪
ミニアルバム「失恋ヘビー級」収録。
4. ガラスの森
2ndアルバム「マネーメリーゴーランド」収録。
5. トップランナー
3rdアルバム「THE PEEP SHOW (SUPER FREAK)」収録。
6. Psycho Candy
1stアルバム「TRICK ART」収録。
7. スーパーフリーク
3rdアルバム「THE PEEP SHOW (SUPER FREAK)」収録。
8. 抜け忍
1stアルバム「TRICK ART」収録。
9. Mail Man
2ndアルバム「マネーメリーゴーランド」収録。
10. 開かずの踏切
ミニアルバム「失恋ヘビー級」収録。
11. イケニエ（Original Version）
1stアルバム「TRICK ART」収録。
12. ドリーマー
3rdアルバム「THE PEEP SHOW (SUPER FREAK)」収録。
13. MOZU
2ndアルバム「マネーメリーゴーランド」収録。
14. ナゼナラ
1stアルバム「TRICK ART」収録。
15. Mirai
4thアルバム「HAKONIWA」収録。
16. 花火
ミニアルバム「失恋ヘビー級」収録。
17. Meteor
4thアルバム「HAKONIWA」収録。
18. Moment
4thアルバム「HAKONIWA」収録。
19. アウトロ

## DVD
- 収録内容
  - CQ、ILLICIT TSUBOIへのインタビュー
  - キエるマキュウに深く携わった人物たちへのインタビュー
  - ミュージックビデオ風ライブ映像（HAKONIWA、Meteor）